# Spanish Love Songs
Spanish Love Songs — американський рок-гурт із Лос-Анджелеса, Каліфорнія, заснований у 2013 році.
Гурт складається з головного вокаліста та гітариста Ділана Слокума, гітариста Кайла Маколі, барабанщика Рубена Дуарте, басиста Тревора Дітріха та клавішниці Мередіт Ван Воерт. Слокум і Ван Воерт одружені. З моменту заснування Spanish Love Songs випустили чотири студійні альбоми: Giant Sings the Blues (2015), Schmaltz (2018), Brave Faces Everyone (2020), No Joy (2023).

## Історія

### 2013—2019 роки
Гурт Spanish Love Songs спочатку був створений як тріо, Слокумом, Маєширо та Дуарте. Маколі приєднався трохи згодом, перетворивши гурт на квартет.
Вони почали запис треків для свого дебютного мініальбому.
У серпні 2013 року гурт відіграв свій перший концерт. Протягом наступного року вони продовжили грати концерти, а також створювали додаткові треки до мініальбому, який зрештою стане їх першим студійним альбомом.
У березні 2015 року гурт нарешті випустив свій дебютний студійний альбом  «Giant Sings the Blues». Альбом був випущений на їхньому власному лейблі.
Гурт давав концерти протягом всього року, включаючи виступи на підтримку таких гуртів, як Good Riddance та the Flatliners.
У 2016 році гурт підписав контракт з лейблом Wiretap Records і перевидав свій дебютний альбом із бонус-треками.
24 жовтня 2016 року гурт випустив реліз Little Giants, збірку бі-сайдів з альбому Giant Sings the Blues.
У 2017 році до гурту приєдналась клавішниця Мередіт Ван Воерт, перетворивши гурт на квінтет. І гурт почав записувати треки для нового релізу. У жовтні гурт випустив мініальбом з трьох треків, Buffalo Buffalo.
У 2018 році гурт випустив свій другий студійний альбом Schmaltz.
Гурт вирушив у великий тур по США.
30 листопада 2018 року гурт випустив кавер на пісню «Funeral» Фібі Бріджерс.

### 2020—2022 роки
Перед тим, як випустити наступний альбом, гурт уклав контракт з лейблом Pure Noise.
У 2020 році гурт Spanish Love Songs випустив свій найуспішніший студійний альбом Brave Faces Everyone. Альбом посів 21-ше місце у чарті Vinyl Albums та 61-ше місце у чарті Top Album Sales. Було продано 2000 копій. Разом з альбомом гурт анонсував тур у Великій Британії з гуртом Menzingers і тур по США з гуртом Wonder Years. Тур стартував 25 січня 2020 року.
14 липня 2021 року гурт випустив «Phantom Limb», трек із сесій до альбому Brave Faces Everyone, а також кавер на пісню «Blacking Out the Friction» гурту Death Cab for Cutie.
28 жовтня 2021 року гурт випустив кавер на пісню «I Miss You» гурту Blink-182.
1 лютого 2022 року гурт анонсував новий альбом Brave Faces, Etc. (який є повним переосмисленням альбому Brave Faces Everyone), а також випуск синглів, нових версій «Generation Loss» і «Optimism (As a Radical Life Choice)». Три додаткові сингли з'явилися на цифрових платформах за кілька тижнів до виходу альбому 15 квітня.
4 серпня 2022 року гурт випустив кавер на пісню «We've Had Enough», гурту Alkaline Trio, як частину для збірника для лейбла Pure Noise Records.

### 2023–наш час
Починаючи з 8 березня 2023 року, гурт почав випуск серії кавер-версій пісень на цифрових платформах, а 25 квітня ці треки були представлені як мініальбом Doom & Gloom Sessions. До цього мініальбому увійшли кавер-версії пісень таких гуртів: The Killers, Jimmy Eat World, Rilo Kiley, Grandaddy.
17 травня гурт випустив кліп на пісню «Haunted», головний сингл із їхнього четвертого студійного альбому «No Joy», який вийшов 25 серпня 2023 року.

## Музичний стиль
Музичний стиль гурту Spanish Love Songs був описаний як панк-рок, емо, поп-панк, інді-рок, поп-рок, альтернативний рок, гаражний панк, та інді-панк. Гурт називає свій стиль «grouchrock».
Річ Вілсон з AllMusic вважає гурт «[продовженням] традиції емоційного панку, започаткованої такими групами, як Jawbreaker і Hot Water Music».

## Учасники гурту
Поточні
- Ділан Слокум (Dylan Slocum) — головний вокал, ритм-гітара (2013–тепер), соло-гітара (2013)
- Кайл Маколі (Kyle McAulay) — соло-гітара, бек-вокал (2013–дотепер)
- Рубен Дуарте (Ruben Duarte) — ударні (2013—теперішній час)
- Тревор Дітріх (Trevor Dietrich) — бас, бек-вокал (2017–тепер)[15]
- Мередіт Ван Воерт (Meredith Van Woert) — клавішні, акустична гітара (2017–тепер)

Колишні
- Гейб Маєшіро (Gabe Mayeshiro) — бас (2013—2016)[2]

## Дискографія

### Студійні альбоми
| Назва                 | Інформація про альбом |
| --------------------- | --- |
| Giant Sings the Blues | - Released: 25 березня, 2015 - Тривалість: 38:07 - Лейбл: Wiretap Список треків 1. "Bad Day" – 1:35 2. "Nervous People" – 4:33 3. "Concrete" – 3:15 4. "Dying" – 2:58 5. "Mexico" – 4:32 6. "Vermont" – 3:37 7. "Friends" – 4:12 8. "Remained" – 4:21 9. "Stranger" – 5:36 10. "Bright Day" – 3:27 |
| Schmaltz              | - Реліз: 30 березня, 2018 - Тривалість: 39:25 - Лейбл: A-F Список треків 1. "Nuevo" – 2:10 2. "Sequels, Remakes, & Adaptations" – 1:56 3. "Bellyache" – 4:29 4. "Buffalo Buffalo" – 3:52 5. "Otis / Carl" – 3:48 6. "The Boy Considers His Haircut" – 3:56 7. "El Niño Considers His Failures" – 3:12 8. "Joana, in Five Acts" – 3:48 9. "Beer & Nyquil (Hold It Together)" – 3:02 10. "It's Not Interesting" – 4:28 11. "Aloha to No One" – 4:33 |
| Brave Faces Everyone  | - Реліз: 7 лютого, 2020 - Жанр: Pop-punk, punk rock - Тривалість: 40:28 - Лейбл: Pure Noise Список треків 1. "Routine Pain" – 4:23 2. "Self-Destruction (as a Sensible Career Choice)" – 2:59 3. "Generation Loss" – 4:26 4. "Kick" – 4:02 5. "Beach Front Property" – 4:07 6. "Losers" – 4:25 7. "Optimism (as a Radical Life Choice)" – 4:26 8. "Losers 2" – 4:03 9. "Dolores" – 3:11 10. "Brave Faces, Everyone" – 4:26 |
| Brave Faces, Etc.     | - Реліз: 15 квітня, 2022 - Жанр: Emo, electronic - Тривалість: 43:49 - Лейбл: Pure Noise Список треків 1. "Routine Pain" (Etc Version) – 4:46 2. "Self-Destruction (as a Sensible Career Choice)" (Etc Version) – 2:44 3. "Generation Loss" (Etc Version) – 5:19 4. "Kick" (Etc Version) – 4:52 5. "Beach Front Property" (Etc Version) – 4:47 6. "Losers" (Etc Version) – 4:13 7. "Optimism (as a Radical Life Choice)" (Etc Version) – 4:32 8. "Losers 2" (Etc Version) – 4:30 9. "Dolores" (Etc Version) – 2:47 10. "Brave Faces, Everyone" (Etc Version) – 5:14 |
| No Joy                | - Реліз: 25 серпня, 2023 - Жанр: Pop-punk, punk rock - Тривалість: 45:11 - Лейбл: Pure Noise Список треків 1. "Lifers" – 3:34 2. "Pendulum" – 3:34 3. "Haunted" – 3:43 4. "Clean-Up Crew" – 3:58 5. "Middle of Nine" – 3:49 6. "Marvel" – 3:35 7. "I'm Gonna Miss Everything" – 3:21 8. "Rapture Chaser" – 3:35 9. "Mutable" – 3:16 10. "Here You Are" – 3:08 11. "Exit Bags" – 4:00 12. "Re-Emerging Signs of the Apocalypse" – 5:32 |

### Мініальбоми
| Назва                   | Інформація про мініальбом |
| ----------------------- | --- |
| Doom and Gloom Sessions | - Реліз: 25 квітня, 2023 - Лейбл: Pure Noise - Тривалість: 17:27 Список треків 1. "Smile Like You Mean It" (originally by The Killers) – 4:04 2. "Portions for Foxes" (originally by Rilo Kiley) – 4:45 3. "Futures" (originally by Jimmy Eat World) – 4:10 4. "Now It's On" (originally by Grandaddy) – 4:27 |